# Vincenzo Bruzzese
Vincenzo Bruzzese (Napoli, 4 ottobre 1880 – Napoli, 16 marzo 1953) è stato un pittore italiano post-impressionista.

## Biografia
Al Regio Istituto di Belle Arti di Napoli fu allievo di Michele Cammarano, Stanislao Lista, Domenico Morelli, Paolo Vetri, Alceste Campriani ed Ignazio Perricci. Soggiornò a Milano dal 1905 al 1910 frequentandovi gli stimolanti ambienti artistici locali anche di avanguardia. Tornato a Napoli espose regolarmente in mostre collettive fino al 1932, in particolare a varie esposizioni "Salvator Rosa" dal 1920 e all'Esposizione dell'arte napoletana del 1925 ed a varie mostre di "In Arte Libertas". Il registro dei suoi temi fu molto esteso: dipinse, soprattutto ad olio, paesaggi rurali e urbani, marine, nature morte e fiori. Meno nota è la sua ritrattistica perché i soggetti sono stati in prevalenza tratti dall'ambito familiare.